# 1re division d'infanterie (Corée du Nord)
Pour les articles homonymes, voir 1re division d'infanterie.
La 1re division d'infanterie de Corée du Nord est une division de l'armée populaire de Corée. Elle participa à la Guerre de Corée.